# Lou Heim
Louis Heim –conocido como Lou Heim– (San Luis, 30 de agosto de 1874-San Luis, 21 de abril de 1954) fue un deportista estadunidense que compitió en remo. Participó en los Juegos Olímpicos de San Luis 1904, obteniendo una medalla de bronce en la prueba de cuatro sin timonel.

## Palmarés internacional
| Juegos Olímpicos | Juegos Olímpicos          | Juegos Olímpicos  | Juegos Olímpicos   |
| Año              | Lugar                     | Medalla           | Prueba             |
| ---------------- | ------------------------- | ----------------- | ------------------ |
| 1904             | San Luis (Estados Unidos) | Medalla de bronce | Cuatro sin timonel |